# Brendan Matthias
Brendan Matthias, född 12 augusti 1969, är en friidrottare från Kanada. Han deltog vid olympiska sommarspelen 1992.